# Aphaenogaster texana
Aphaenogaster texana é uma espécie de inseto do gênero Aphaenogaster, pertencente à família Formicidae.

## Taxonomia
A espécie foi descrita pelo mirmecologista americano William Morton Wheeler em 1915. Além da subespécie nominotípica (A. texana texana), uma única outra subespécie, também descrita por Wheeler no mesmo ano, é reconhecida. (A. texana subsp. carolinensis).